# Mambrú (banda)
Mambrú fue un grupo vocal masculino de pop originario de Buenos Aires (Argentina).
La banda se formó en octubre de 2002 tras el resultado del reality show de televisión Popstars. Más de 4000 jóvenes acudieron a la audición en el Club Hípico Argentino. En octubre de 2002, la selección final compuesta por Gero, Manu, Tripa, Milton y Pablo lanzó su primer disco autotitulado Mambrú, triple platino, vendiendo más de 120.000 unidades. Tras el primer álbum lanzaron otros dos sin lograr superar las ventas de su disco debut. No logrando conseguir el éxito de su antecesora Bandana, esta banda se disolvió en 2005.

## Historia

### Inicios y éxito
A fines de octubre de 2002 salió a venta primer álbum de Mambrú que fue disco de oro a 24 horas de haber sido lanzado y actualmente disco triple platino con 120.000 unidades vendidas. A fines de octubre de 2002, Mambrú se presentó en Devoto Shopping en su primer encuentro con público frente a 8.000 aficionados. El 20 de noviembre, Mambrú realizó su primera presentación en vivo en interior del país en la ciudad de Córdoba. El 21 y 22 de diciembre de 2002 realizaron conciertos con Bandana en el estadio del Vélez Sarsfield.

### Creciendo
El Grupo realizó varias presentaciones en exterior iniciando en Paraguay al que siguieron Uruguay y Chile. Ese año, Mambrú recibió distinciones en Premios Carlos Gardel a Mejor Álbum Grupo Revelación y Mejor Álbum Grupo Pop, Premios Martín Fierro a Mejor Programa Musical e INTE a Grupo Musical Surgido de TV. El 11, 12 y 13 de julio realizaron presentaciones en el Teatro Gran Rex para despedir a Milton que decide seguir carrera solista; los cuatro miembros restantes continúan en grupo. El 22 de julio de 2003 salió a la venta "Creciendo", segundo álbum de agrupación.
Mambrú llevó a cabo una intensa gira promocional por Perú en la que visitaron emisoras de radio más importantes del país: Radio Planeta, Radio Moda, Radio América, Radio Studio 92 y Radio Okey. También se presentaron en varios programas de televisión como "Ayer y Hoy", "Reportajes" y "Noticiero 90 segundos" además de dar entrevistas para Revista Mónica y Revista Gisella. Se presentaron en tres shows ante más de 8.000 personas. 
Posteriormente el grupo participó en el evento Teletón de Chile que se llevó a cabo el 22 y 23 de noviembre y el Teletón de Perú los días 4 y 5 de diciembre.
En 2004 tuvieron una participación especial en la telenovela infantil Floricienta producción de Cris Morena.

### Mambrú 3
En agosto de 2004 la banda lanza su tercer y último álbum titulado "Mambrú 3". El único corte de difusión del disco fue el tema "Ayer".

### Tour y disolución
Mambrú realizó tour por el país llamado Cantarte 2004-2006 que incluyó shows a beneficio en cada provincia y cada localidad donde se realizaron presentaciones.
En agosto de 2005, la banda se disolvió citando deseo de seguir carreras en solitario para finalmente uno de ellos acoplarse a otras bandas.

## Carreras como solistas
Los cinco miembros originales han hecho otros proyectos después de la banda.
- Pablo Silberberg (nació el 18 de octubre de 1984). En 2007, después de 3 años de trabajar por separado se reunió con su hermano gemelo Carlos (exintegrante del dúo Gamberro) para formar banda Inmigrantes adoptando sonido más maduro con estilo pop-rock-alternativo. Su álbum debut  "Turistas en el Paraíso" publicado por discográfica Sony BMG; presentación se hizo en mayo del 2007 en Hotel de los Inmigrantes. Disco editado además de Argentina en varios países de habla hispana: México, Colombia, Venezuela, España, Uruguay, Chile, Perú y también en Brasil. Recibió muy buenas críticas y éxito moderado de ventas. Sencillos lanzados de él son: "Golpe de suerte", "Graffiti" y "Una chica de ayer". "Turistas en el Paraíso" nominado a Premios Carlos Gardel como Mejor Álbum Nuevo de Artista Pop en 2008 y grupo a Premios Clarín como Artista Revelación en 2007 y ganaron premio Mejor Artista Nuevo Sur en MTVLA en 2007. Después de viajar por interior del país y resto del continente decidieron moderar su marcha y actualmente se encuentran preparando su nuevo material.

- Germán Tripel "Tripa" (nació el 15 de enero de 1980). Entre 2007 y 2008 participó en comedias musicales y tuvo entrevistas en varios programas donde mencionó que muy pronto lanzaría su disco solista. Álbum que salió a venta en 2008 con el nombre "Push!" no tuvo mucha repercusión y para promocionar disco, lanzó su primer sencillo, "Push!" también con poca repercusión. Tanto álbum como sencillo fueron lanzados en Argentina. Actualmente uno de vocalistas de banda de hard rock Coverheads.

- Milton Amadeo (nació el 5 de junio de 1981). Después de dejar la banda en 2003, el bahiense se presentó en "Música para soñar", "Badía en Concierto" y "Ese amigo del alma" así como distintos bares porteños como Hard Rock Cafe. En 2006 convocado por Javier Malosetti para formar parte de su banda como músico invitado para presentaciones de su disco. Sobre escenario del Teatro Ópera puso su voz, guitarra y percusión y compartió escenario con Rubén Rada, Walter Malosetti, Déborah Dixon, Óscar Giunta y Hernán Jacinto para presentación oficial del disco "Niño" de Malosetti. En 2006 lo cerró tocando una vez más en la banda de Javier Malosetti frente a 1. 200 personas en dos shows en La Trastienda Club. En junio de 2008 salió a venta su álbum como solista denominado No es real con discográfica Sony BMG con estilos como funk, jazz y pop; disco contó con colaboración de su amigo Javier Malosetti.

- Emanuel Ntaka (nació el 12 de diciembre de 1977). A tres años de su último gran show, presentó su primer disco como solista "No pares". En dicho álbum participaron prestigiosos músicos argentinos y producido por él y Daryus Carámbula. "Solo tu amor", "Para no enloquecer", "Muévete", "Soy de la tierra" y "Quiero ser feliz" algunos temas de este lanzamiento. En la actualidad se encuentra trabajando en su próximo material discográfico así como productor en su propio estudio y productora NTK Records. Entre discos que ha producido dicho sello destaca "Sonidos Negros en Argentina" reúne a músicos más importantes de música africana en Argentina.

- Gerónimo Rauch (nacido el 11 de febrero de 1978). Tras disolución del grupo ha participado en diversas obras de musical tales como Jesus Christ Superstar[2] en Buenos Aires. Jesus Christ Superstar[3] en Chicago.[4] y Los miserables[5] en Madrid. Actuó en concierto del 25 aniversario de Los miserables que se celebró el 3 de octubre de 2010 en el estadio Millenium Dome de Londres.[6] y en homenaje a Plácido Domingo.[7][8] También uno de los productores e intérpretes del espectáculo "Póker de voces".[9][10][11][12] Y en España interpretó a Jean Valjean en Palacio de los Deportes de Barcelona. Actualmente está en Madrid protagonizando en el papel del fantasma del musical El fantasma de la ópera después de haber protagonizado el musical El Médico con gran éxito de público.

## Discografía
Álbumes de estudio:
- Mambrú (2002)
- Creciendo (2003)
- Mambrú 3 (2004)

## Canción inédita
- "Todo El Mundo Puede", canción del reality show "Escalera a la fama".